# Astragalus croaticus
Astragalus croaticus es una especie de planta del género Astragalus, de la familia de las leguminosas, orden Fabales.

## Distribución
Astragalus croaticus se distribuye por Croacia y Montenegro.

## Taxonomía
Fue descrita científicamente por Alegro, Bogdanovic, Brullo & Giusso. Fue publicada en Ann. Bot. Fenn. 46: 570 (2009).